# StingRay
StingRay är en IMSI-fångare, en enhet tillverkad av Harris Corporation för att övervaka mobiltelefoner. Den utvecklades ursprungligen för militären och underrättelseorganisationer. StingRay, och liknande enheter av Harris, används av både lokala och statliga polismyndigheter i USA och möjligen även i hemlighet i Storbritannien. Stingray har även kommit att bli ett varumärkesord för att beskriva den typen av enheter.
Amerikanska myndigheters användning av StingRay avslöjades av Daniel Rigmaiden.